# Alex Hunt
Alex Hunt (sinh ngày 29 tháng 5 năm 2000) là một cầu thủ bóng đá thi đấu ở vị trí tiền vệ cho câu lạc bộ Championship Sheffield Wednesday.

## Sự nghiệp câu lạc bộ

### Sheffield Wednesday
Alex Hunt gia nhập học viện Owls Academy lúc 7 tuổi và trở thành đội trưởng của đội U-18. Anh kí hợp đồng chuyên nghiệp đầu tiên với The Owls vào tháng 2 năm 2018 và được đề cử vào giải thưởng Học viên xuất sắc nhất năm LFE cùng năm, và bị Ryan Sessegnon vượt qua. Anh ra mắt đội một ở vòng Một Cúp EFL trước Sunderland ngày 16 tháng 8 năm 2018.
Ngày 17 tháng 9 năm 2019, Alex kí bản hợp đồng mới có thời hạn 2 năm với Sheffield Wednesday đến hết mùa giải 2020-21.

## Thống kê sự nghiệp
Tính đến 18 tháng 7 năm 2020
| Câu lạc bộ          | Mùa giải            | Giải quốc nội       | Giải quốc nội | Giải quốc nội | Cúp FA  | Cúp FA    | League Cup | League Cup | Khác    | Khác      | Tổng    | Tổng      |
| Câu lạc bộ          | Mùa giải            | Hạng đấu            | Số trận       | Bàn thắng     | Số trận | Bàn thắng | Số trận    | Bàn thắng  | Số trận | Bàn thắng | Số trận | Bàn thắng |
| ------------------- | ------------------- | ------------------- | ------------- | ------------- | ------- | --------- | ---------- | ---------- | ------- | --------- | ------- | --------- |
| Sheffield Wednesday | Championship        |                     |               |               |         |           |            |            |         |           |         |           |
| Sheffield Wednesday | Championship        | 2018-19             | 0             | 0             | 0       | 0         | 1          | 0          | 0       | 0         | 1       | 0         |
| Sheffield Wednesday | Championship        | 2019-20             | 6             | 0             | 2       | 0         | 0          | 0          | 0       | 0         | 8       | 0         |
| Tổng cộng sự nghiệp | Tổng cộng sự nghiệp | Tổng cộng sự nghiệp | 6             | 0             | 2       | 0         | 1          | 0          | 0       | 0         | 9       | 0         |